# Alma Qeramixhi
Alma Qeramixhi, född 9 november 1963, är en albansk friidrottare. Hon deltog vid olympiska sommarspelen 1992.